# 恋におぼれて
『恋におぼれて』（こいにおぼれて、原題: Addicted to Love）は1997年公開のアメリカのロマンティック・ブラック・コメディ映画。

## ストーリー
アメリカ中西部の星のよく見える町に住む天文学者のサム。あるときニューヨークに滞在していた幼馴染かつ恋人のリンダが突然、地元にもう帰ってこない旨の手紙を送ってきた。どういうことなのか知るためリンダの所在を調べ直行したところ、なんとリンダは別の男、新しい恋人であるフランス料理店のオーナー、アントンと同棲していた。
サムは、また自分に振り向いてくれることを信じ、リンダが現在同棲している家の向いのアパートを借りて監視することにした。そしてカメラマンとコラージュ・アーティストをしている女性、マギーと出会う。マギーはなんとリンダと同棲しているアントンの元恋人だという。
マギーはフラれた仕返しに恋人を奪い仕事を乗っ取ってやろうと画策していた。リンダとアントンの仲を引き裂くという利害の一致がした2人は、共同で監視するため共同生活を送ることになった。アントンの経営するレストラン内で嫌がらせをするなどしていたがあるとき、マギーはアントンが自分にも見せたことの無い笑顔を見る。
それらに傷つきながら奇抜な計画を実行していたが、あるときからサムはマギーに惹かれていきかくゆうマギーもサムに惹かれていった。そしてリンダとアントンを別れさせる計画をしているうちに自分らの想いが事実だと気付き、2人は過去にとらわれることをやめた。

## キャスト
- マギー - メグ・ライアン（岡本麻弥）
- サム - マシュー・ブロデリック（松本保典）
- リンダ - ケリー・プレストン（田中敦子）
- アントン - チェッキー・カリョ（野沢那智）
- ナナ - モーリン・ステイプルトン（巴菁子）
- エド・グリーン - ネスビット・ブレイスデル（山野史人）
- ウェルズ - レマク・ラムゼイ（岩田安生）
- カール - リー・ウィルコフ
- マシソン - ドミニク・ダン
- セシール - スーザン・フォリスタル

## DVD
ワーナー・ホーム・ビデオより2000年4月21日リリース。